# Marca Billunga

La frontera nororiental alemana en torno al año 1000, con la marca de los bilungos.

La Marca Billunga (del alemán: Billunger Mark) o Marca de los billungos o bilungos (Mark der Billunger) fue una región fronteriza en el extremo nororiental del Ducado de Sajonia en el siglo X. Fue nombrada según el nombre de la familia que la poseía, la Casa de Billung. 
La marca abarcaba desde el río Elba hasta el mar Báltico y desde el Limes Saxoniae hasta el río Peene al este, correspondiente, aproximadamente, al territorio oriental del presente Holstein, Mecklemburgo, y partes de Pomerania Occidental. La expansión germana en la región de la Marca Billunga fue «natural» y los asentamientos «verdadera colonización». Esto contrasta con la ocupación militar de la Marca Geronis, la gran marca de Gero al sur de los Billungos. 
La Marca Billunga fue formada en 936, cuando Otón I, duque de Sajonia y rey de Francia Oriental, hizo a Herman Billung princeps militiae (margrave, literalmente "príncipe de la milicia"), concediéndole control de la frontera con gobierno sobre las tribus eslavas occidentales de los abroditas, incluyendo polabios, warnabi y wagri, así como las tribus redarii, circipani, y kissini de la confederación veleta, y los daneses, quienes habían realizado repetidas campañas contra el territorio. La mayor parte de las tierra de los luticios y los havelli permanecieron en la esfera de Hermann en la Marca Geronis. 
Los eslavos de esta región fueron a menudo hostiles entre sí, por lo que no se encontró ninguna resistencia organizada. Sin embargo en 966 el jefe abrodita Nakon aprovechó la oportunidad y se alió con el sobrino de Herman, los condes sajones Wichmann el Joven y Egbert el Tuerto en su lucha doméstica contra su tío. Su revuelta abierta culminó en la Batalla de Recknitz, donde los abroditas fueron completamente derrotados por las tropas del rey Otón.
A Herman se le dio una gran autonomía en la administración de su marca y a veces es denominado "Duque de Sajonia", un título que estaba realmente en posesión de Otón, a causa de la gran cantidad de autoridad que el rey delegó en su ayudante. La desarticulación de la Germanización de las marcas orientales llevó a muchos siglos de guerras; la Iglesia católica, sin embargo, «más previsora que la corona ... hizo uso del título en las tierras coloniales desde muy al principio».
Como la adyacente Marca del Norte, la Marca Billunga fue finalmente abandonada después del levantamiento de los abroditas y los veleti en 983.